# Dysauxes ochreapuncta
Dysauxes ochreapuncta är en fjärilsart som beskrevs av Obraztsov 1941. Dysauxes ochreapuncta ingår i släktet Dysauxes och familjen björnspinnare. Inga underarter finns listade i Catalogue of Life.